# Jeanine Salagoïty
Jeanine Salagoïty (* 16. Mai 1923 in Lesparre-Médoc als Jeanine Toulouse; † 29. Dezember 2020 in Cambo-les-Bains) war eine französische Leichtathletin.

## Werdegang
Jeanine Salagoïty gewann bereits wenige Monate nach ihrem 17. Geburtstag ihren ersten französischen Meistertitel über 60 Meter und wurde Vierte im Weitsprung. Es folgten neun weitere Gold- und sechs Silbermedaillen bei Französischen Meisterschaften.
Bei den Olympischen Spielen 1948 in London startete sie im Hürdenlauf über 80 m sowie zusammen mit Rosine Faugouin, Liliane Sprécher und Jeanine Journeaux im Staffelrennen über 4 × 100 m. Beide Male konnte sie jedoch nicht den Finallauf erreichen.